# Радијус вектор (кабловски оператер)
Радијус Вектор д. о. о. је бивши српски кабловски оператер чија се већина од неколико десетина хиљада корисника, налази у Београду.
Овај оператер пружа услуге кабловске телевизије, Пеј ТВ, ДТВ, ХДТВ и кабловског интернета.
Радијус Вектор услуге КДС-а пружа путем базних станица. Тренутно, постоје три базне станице и то за Београд, Обреновац и Инђију. Развијају се и откупљене мреже у Сурчину, Падинској Скели и Ковилову.